# Emma Watson

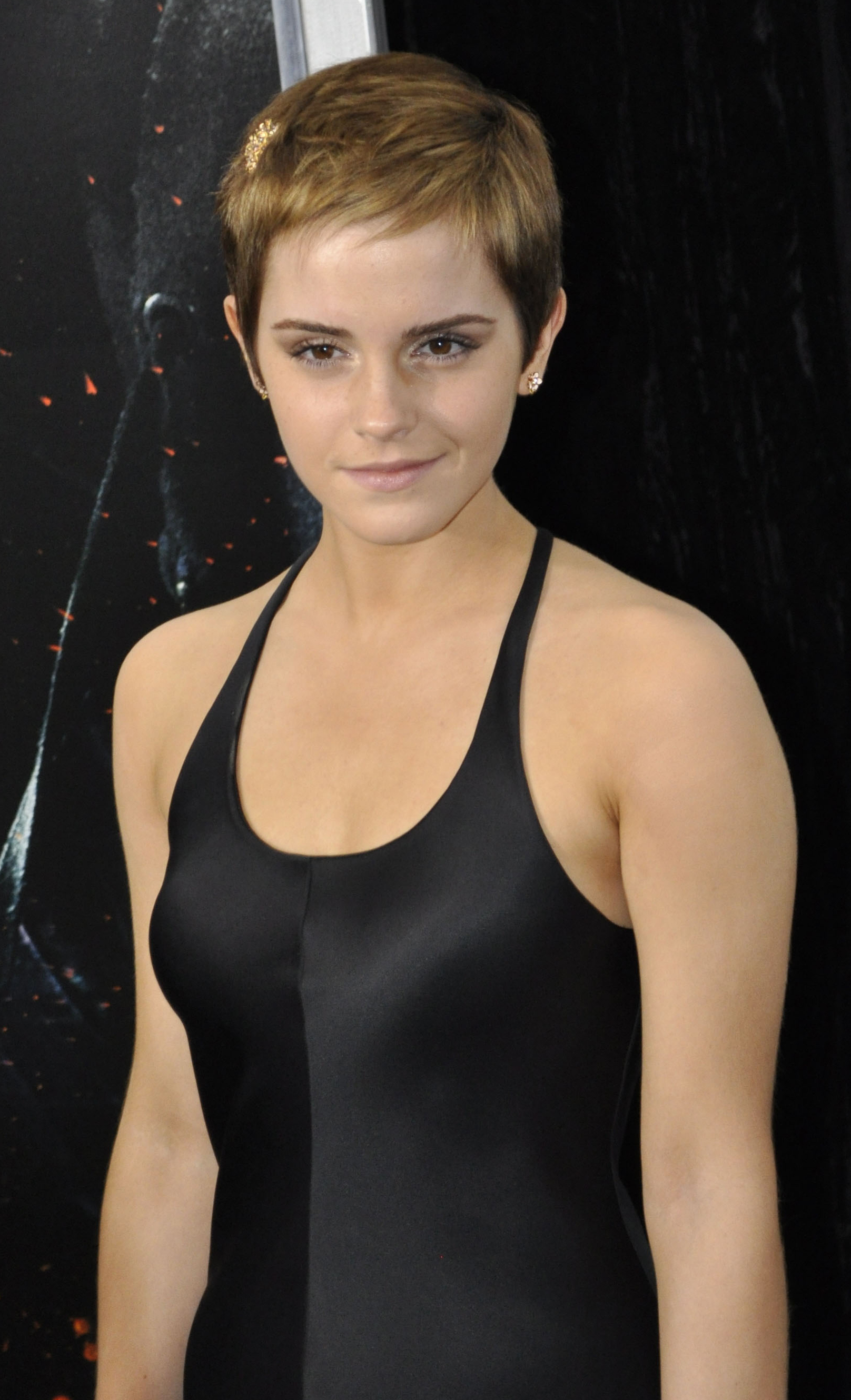
Emma Watson (2010)

Emma Charlotte Duerre Watson (ur. 15 kwietnia 1990 w Paryżu) – brytyjska aktorka, modelka i aktywistka. Zadebiutowała rolą Hermiony Granger, jednego z głównych bohaterów w serii filmów o Harrym Potterze. Do roli Hermiony została wybrana w wieku dziewięciu lat, wcześniej brała udział jedynie w przedstawieniach szkolnych. W latach 2001–2011 zagrała we wszystkich ośmiu filmach z serii razem z Danielem Radcliffe’em i Rupertem Grintem. W tym czasie zdobyła kilka nagród oraz zarobiła ponad 10 milionów funtów. W 2014 roku zaingurowała akcję HeForShe pod patronatem Organizacji Narodów Zjednoczonych mającą na celu włączenie mężczyzn w walkę o prawa kobiet.

## Życiorys
Emma Watson urodziła się w Paryżu. Jest córką brytyjskich prawników Jacqueline Luesby i Chrisa Watsona. Emma Watson ma we Francji babcię, u której mieszkała do 5. roku życia. Później, po rozwodzie rodziców, wyjechała wraz z matką i młodszym bratem Alexem do Oxfordshire.
Od szóstego roku życia Watson chciała zostać aktorką i studiowała śpiew, taniec i aktorstwo w Stagecoach Theatre Arts. Emma jako dziecko uczyła się w The Dragon School – renomowanej szkole w Oxfordzie. Od 2003 roku uczęszczała do żeńskiej Headington School, również w Oxfordzie. W roku 2009 zaczęła studia na Uniwersytecie Browna w Providence, Rhode Island w USA.
W wieku siedmiu lat otrzymała także główną nagrodę w konkursie poetyckim Daisy Pratt Poetry Competition. W wieku dziesięciu lat występowała w różnych produkcjach szkolnych (w tym Młode lata Artura i Szczęśliwy książę), ale nigdy nie występowała profesjonalnie przed serią o Harrym Potterze. Do wzięcia udziału w castingu do filmu namówiła ją babcia.
W wieku jedenastu lat zagrała rolę Hermiony Granger w ekranizacji powieści J.K. Rowling Harry Potter i Kamień Filozoficzny (2001). Zagrała także w serii: Komnacie Tajemnic (2002), Więźniu Azkabanu (2004), Czarze Ognia (2005), Zakonie Feniksa (2007), Księciu Półkrwi (2009) oraz dwuczęściowych Insygniach Śmierci (2010/2011).
W 2007 roku zagrała jedną z głównych ról w filmie telewizyjnym Zaczarowane baletki.
W wieku trzynastu lat znalazła się na dziesiątym miejscu rankingu najpiękniejszych nastolatek. W 2004 roku zasiadła w jury przyznającym First Light Film Award, nagrody dla najlepszych twórców filmów młodzieżowych. Oprócz niej w jury zasiadali m.in. Pierce Brosnan, Kenneth Branagh i Samantha Morton. W wieku piętnastu lat została najmłodszą aktorką, która pojawiła się na okładce magazynu Teen Vogue. Mimo młodego wieku, zyskała uznanie wśród widzów i krytyków – na swoim koncie ma kilka nagród, m.in. Phoenix Film Critics’ Society Acting Award i Young Artists Awards.
Jej debiut jako modelki odbył się jesienią 2009 roku, została też wówczas twarzą brytyjskiej marki odzieżowej Burberry.
Jej majątek w roku 2024 wyniósł 85 milionów dolarów

## Filmografia
| Rok  | Tytuł                                     | Rola                   |
| ---- | ----------------------------------------- | ---------------------- |
| 2001 | Harry Potter i Kamień Filozoficzny        | Hermiona Granger       |
| 2002 | Harry Potter i Komnata Tajemnic           | Hermiona Granger       |
| 2004 | Harry Potter i więzień Azkabanu           | Hermiona Granger       |
| 2005 | Harry Potter i Czara Ognia                | Hermiona Granger       |
| 2007 | Harry Potter i Zakon Feniksa              | Hermiona Granger       |
| 2007 | Zaczarowane baletki                       | Pauline Fossil         |
| 2008 | Dzielny Despero                           | Księżniczka Pea (głos) |
| 2009 | Harry Potter i Książę Półkrwi             | Hermiona Granger       |
| 2010 | Harry Potter i Insygnia Śmierci: Część l  | Hermiona Granger       |
| 2011 | Harry Potter i Insygnia Śmierci: Część II | Hermiona Granger       |
| 2012 | Mój tydzień z Marilyn                     | Lucy                   |
| 2012 | Charlie                                   | Sam                    |
| 2013 | To już jest koniec                        | jako ona sama          |
| 2013 | Bling Ring                                | Nicki                  |
| 2014 | Noe: Wybrany przez Boga                   | IIa                    |
| 2015 | Regression                                | Angela Gray            |
| 2015 | Colonia                                   | Lena                   |
| 2017 | Piękna i Bestia                           | Bella                  |
| 2017 | The Circle. Krąg                          | Mae Holland            |
| 2019 | Małe kobietki                             | Meg March              |

## Nominacje i nagrody

### Nagroda Młodych Artystów
- 2002: wygrana: za film Harry Potter i Kamień Filozoficzny
- 2002: nominacja: za film Harry Potter i Kamień Filozoficzny

### Empire
- 2002: nominacja: za film Harry Potter i Kamień Filozoficzny

### People’s Choice
- 2010: nominacja: ulubiona drużyna ekranowa za film Harry Potter i Książę Półkrwi – nagrodę dostali również Rupert Grint i Daniel Radcliffe

### Teen Choice
- 2011: wygrana: ulubiona aktorka w filmie science-fiction / fantasy za film Harry Potter i Insygnia Śmierci: Część I
- 2011: wygrana: Aktorka lata za film Harry Potter i Insygnia Śmierci: Część II
- 2011: wygrana: Ulubiony pocałunek za film Harry Potter i Insygnia Śmierci: Część I
- 2011: nominacja: Ulubiona aktorka w filmie fantasy za film Harry Potter i Książę Półkrwi
- 2017: nominacja: Ulubiony pocałunek za film Piękna i Bestia
- 2017: nominacja: Ulubiony związek w opinii fanów za film Piękna i Bestia
- 2017: wygrana: Ulubiona aktorka w filmie fantasy za film Piękna i Bestia
- 2017: wygrana: Ulubiona aktorka dramatu za film The Circle. Krąg

### Złota malina
- 2018: nominacja: Najgorsza aktorka za film The Circle. Krąg (2017)

### MTV
- 2006: nominacja: Najlepszy zespół aktorski za film Harry Potter i Czara Ognia (z Rupertem Grintem i Danielem Radcliffem)
- 2010: nominacja: Najlepsza aktorka za film Harry Potter i Książę Półkrwi
- 2011: nominacja: Najlepsza scena walki za film Harry Potter i Insygnia Śmierci: Część I (z Rupertem Grintem i Danielem Radcliffem)
- 2011: nominacja: Najlepszy pocałunek za film Harry Potter i Insygnia Śmierci: Część I (z Danielem Radcliffem)
- 2011: nominacja: Najlepsza aktorka za film Harry Potter i Insygnia Śmierci: Część I
- 2012: nominacja: Najlepszy pocałunek za film Harry Potter i Insygnia Śmierci: Część II (z Rupertem Grintem)
- 2012: nominacja: Najlepsza aktorka za film Harry Potter i Insygnia Śmierci: Część II
- 2012: wygrana: Najlepsza obsada za film Harry Potter i Insygnia Śmierci: Część II
- 2013: nominacja: Najlepszy pocałunek za film Charlie (z Loganem Lermanem)
- 2013: nominacja: Najlepszy moment muzyczny za film Charlie (również Logan Lerman i Ezra Miller)
- 2013: nominacja: Najlepsza aktorka za film Charlie
- 2017: nominacja: Najlepszy pocałunek za film Piękna i Bestia
- 2017: wygrana: Najlepsza rola za film Piękna i Bestia

### Saturn Award
- 2002: nominacja: najlepsza kreacja młodego aktora za film Harry Potter i Kamień Filozoficzny
- 2012: nominacja: najlepsza aktorka drugoplanowa za film Harry Potter i Insygnia Śmierci: Część II